# Bruce Turgon
Bruce Turgon (Chili, 1952) è un bassista, tastierista e compositore statunitense.
La sua carriera è stata legata principalmente a quella del cantante Lou Gramm nei Foreigner, Shadow King e da solista.

## Carriera
Bruce Turgon esordì come bassista nella band Black Sheep in cui militava anche il cantante Lou Gramm. Dopo aver pubblicato due album e aperto alcuni concerti per i Kiss, la band si sciolse quando Lou Gramm venne arruolato dal chitarrista Mick Jones nei neonati Foreigner. Durante gli anni ottanta Turgon divenne un noto turnista e compositore nell'area di New York. Continuò a collaborare con Lou Gramm, suonando dapprima nei suoi album solisti Ready or Not e Long Hard Look, per poi raggiungerlo nel supergruppo di breve durata Shadow King.
Nel 1992 Lou Gramm rientrò nei Foreigner e portò con sé proprio Turgon, che prese il posto reso vacante dal bassista Rick Wills. Bruce contribuì attivamente alla realizzazione dell'album Mr. Moonlight nel 1994. Lasciò la band nel 2003 per seguire nuovamente Lou Gramm nella sua carriera solista.
Nel 2005 Bruce Turgon ha pubblicato il suo primo album intitolato Outside Looking In.

## Discografia

### Con i Black Sheep
- 1974 - Black Sheep
- 1975 - Encouraging Words

### Con Lou Gramm
- 1987 - Ready or Not
- 1989 - Long Hard Look
- 2009 - Lou Gramm Band

### Con Steve Stevens
- 1989 - Atomic Playboys

### Con gli Shadow King
- 1991 - Shadow King

### Con i Foreigner
- 1994 - Mr. Moonlight

### Come solista
- 2005 - Outside Looking In